# Joseph-Gédéon-Horace Bergeron
Pour les articles homonymes, voir Bergeron.
Joseph-Gédéon-Horace Bergeron (13 octobre 1854-22 janvier 1917) est un avocat et homme politique fédéral du Québec.

## Biographie
Né à Rigaud dans le Canada-Est, Joseph-Gédéon-Horace Bergeron fait ses études dans un collège jésuite ainsi qu'un cours dans une école de commerce de Montréal. En 1877, Il obtient un Bachelor of Civil Law de l'Université McGill et devient membre du Barreau du Québec cette même année. Devenu député du Parti conservateur dans la circonscription de Beauharnois lors d'une élection partielle déclenchée après le décès du député sortant Michael Cayley en 1879, il sera réélu en 1882, 1887, 1891 et en 1896. Il perdit son siège en 1900 et lors des élections partielles de 1902 et dans Beauharnois et Saint-Jacques ainsi qu'en 1904 dans cette dernière. Il redevient député de Beauharnois en 1904 avant d'être à nouveau défait en 1908 et de 1911.